# 裏千家

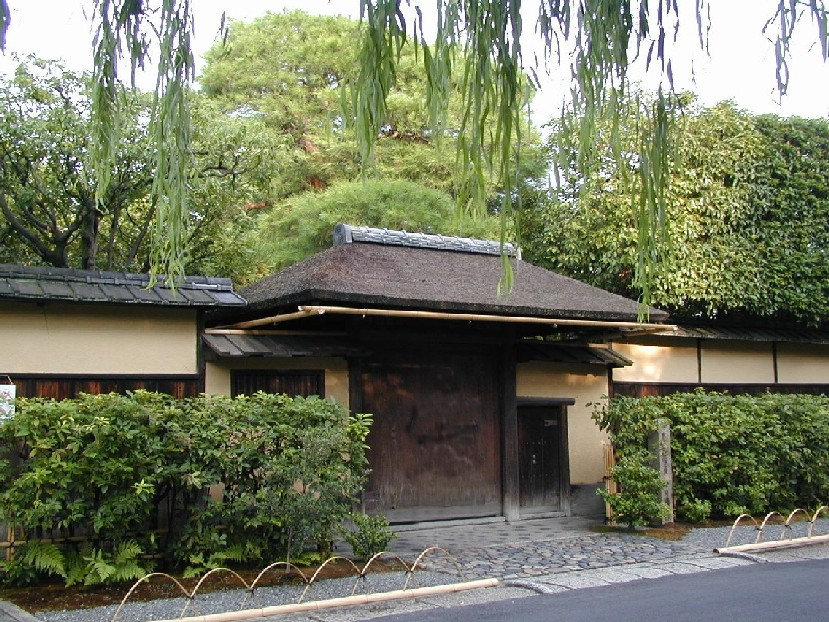
裏千家今日庵の兜門

裏千家（うらせんけ）は、茶道流派の一つ。「裏千家」の語は、家元とその家族らで構成される宗家を指すことも、「一般財団法人今日庵」などの法人組織を指すことも、弟子・門下生を含む流派組織を指すこともある。茶道諸流派中最大の流派である。
裏千家の名称は、千利休からの家督を継いだ本家の表千家（不審菴）に対し、今日庵が寺之内通（東西の通りの名）からみて裏（昔は表千家の正面が寺之内通南側に面していた）にあることから。宗家は京都市上京区小川寺之内上ルにあり、表千家宗家と隣接している。その茶室・今日庵（こんにちあん）は裏千家の代名詞でもある。なお、今日庵の由来は、宗旦が亭主をつとめた茶席に遅れた清巌和尚に、所用があるとして留守にした宗旦が明日の来席を請うた際に残した清巌和尚の「懈怠比丘不期明日」の書き付けから。「千家」といえば本来、本家の表千家のことであったが、裏千家の活躍もあり、近年になって分家である武者小路千家と併せて「三千家」というようになった。

## 特徴
三千家の点前作法は基本的によく似通っているが、心得が無くてもわかる比較的目立った違いをいくつか挙げる。
- 裏千家は薄茶をよく泡立てる。表千家、武者小路千家では泡をあまり立てない。
- 裏千家の茶筅は白竹のものである。表千家では煤竹を、武者小路千家では胡麻竹（染み竹）を用いる。
- 菓子器は裏千家が蓋なしのいわゆる鉢、表千家と武者小路千家は蓋付きのすなわち喰籠（ジキロウ）を使う。
- 近年の話だが道具の箱の紐（真田紐）の色が裏は茶と深い緑、表が黄、武者小路が茶と紺である（本家は色一色、分家は二色以上という約束がある）。
- 女性の袱紗（ふくさ）は表千家は朱無地だが裏千家は赤または朱無地のどちらか、男性は紫無地が主流である。

## 許状
「許状」（きょじょう）は、稽古することを許可する趣旨の書面であり、実力認定の意味合いが強い「免状」「免許」「段位」などとは性格が異なる。裏千家ではさらに平成12年（2000年）から「許状」と対応した「資格」制度に改定した。これは従来「初伝」「中伝」などと称していたものを改定したもので、履歴書の資格欄に書いてわかりやすいようにという学習者の便宜を目的としたものである。資格は対応する許状を全て取得すると得られる。
| 許状       | 概要 | 資格            |
| ---------- | --- | --------------- |
| 入門       | 割稽古・盆略点からはじめて薄茶・濃茶の基本の点前や炭手前など、世間一般が茶道と聞いて思い浮かべるほとんど全てを含んでいる | 初級            |
| 小習       | 十六ヶ条の習い事と呼ばれるもので、特別な道具や状況に即した変化を学ぶことで茶道の基本を身につけることを目的としている     | 初級            |
| 茶箱点     | 茶箱を用いた裏千家独自の点前であり許状である。従来は「欄外」に区分されていた                                             | 初級            |
| 茶通箱     | 台子点前の準備段階として重要な道具の取り扱いを学ぶことを目的とした、いわゆる「四ヶ伝」                                   | 中級            |
| 唐物       | 台子点前の準備段階として重要な道具の取り扱いを学ぶことを目的とした、いわゆる「四ヶ伝」                                   | 中級            |
| 台天目     | 台子点前の準備段階として重要な道具の取り扱いを学ぶことを目的とした、いわゆる「四ヶ伝」                                   | 中級            |
| 盆点       | 台子点前の準備段階として重要な道具の取り扱いを学ぶことを目的とした、いわゆる「四ヶ伝」                                   | 中級            |
| 和巾点     | 名物裂と中次を用いた古法で、裏千家独自の許状である。従来は「欄外」に区分されていた                                       | 中級            |
| 行之行台子 | 台子点前の基礎で、いわゆる「乱れ」                                                                                       | 上級 （助講師） |
| 大円草     | 大円盆を用いた裏千家独自の点前であり許状である                                                                           | 上級 （助講師） |
| 引次       | 行之行台子までの許状の取次をする許可                                                                                     | 上級 （助講師） |
| 真之行台子 | 台子を用いた、いわゆる「奥儀」                                                                                           | 講師            |
| 大円真     | 大円盆と真台子で行う格外の奥秘であり、裏千家独自の許状である                                                             | 講師            |
| 正引次     | 真之行台子までの許状の取次をする許可                                                                                     | 講師            |
| 茶名       | 利休以来の通字である「宗」を含んだ名前を名乗る許可であり、また正引次までの許状の取次ができる資格でもある                 | 専任講師        |
| 準教授     | 茶名までの許状の取次をする許可                                                                                           | 助教授          |

### 奨励証・おしるし
茶道を学ぶ子どもたちが、卒業、卒園などの後に茶道を継続していくことを期待して交付（下付）している。申請者は、申請校(園)の指導者として淡交会総本部に登録された、学校茶道正会員である必要がある。

高等学校以上の生徒・学生には許状の取得を奨励している。
- 奨励証 - 小中学生
- おしるし - 幼稚園・保育園児

## 歴史

### 成立から幕末まで
千家3代宗旦は、不審菴を三男江岑宗左に譲り、敷地内に新たに茶室を建てて隠居し、四男仙叟宗室と共に移り住んだ。このときの茶室は今日庵（一畳台目）、利休四畳半を再現した又隠、寒雲亭（八畳）であり、これらがすべて宗室に譲られたことにより裏千家が成立する。
4代仙叟宗室は慶安5年（1652年）に加賀前田家の当時すでに隠居であった前田利常に仕官し、百五十石と小松城三の丸の屋敷を与えられた。万治元年（1658年）に前田利常と元伯宗旦が相次いで没すると、裏千家の4代を継承し、寛文11年（1671年）に前田綱紀に茶頭として仕官して百五十石と金沢城下の味噌蔵町の屋敷を与えられた。以後、元禄元年（1688年）までは金沢と京都とを往復しながら精力的に活動し、元禄10年（1697年）に没した。
仙叟宗室の没後すぐに5代常叟宗室が加賀藩に仕官したが、ほどなく辞して伊予松山藩久松家に仕官する。以降、幕末に至るまで久松家に仕官しながら前田家とも交流を続けることになる。その後8代一燈宗室のときに徳島藩蜂須賀家にも出向いている。
8代又玄斎一燈は兄の表千家7代如心斎と共に千家の中興とされる。彼らは茶の湯が大衆化していく中で、新たな稽古の方法として七事式を制定するなどして千家の茶道を広めることに成功した。今日、三千家が茶道の代表格として語られるのは、流祖である千利休の高名だけでなく、この時期に広く各地の町人富裕層に普及したことも大きな要因となっている。
天明8年（1788年）正月晦日、京都で大火があり表裏両千家は完全に焼失している。このとき伝来の道具などは大徳寺に持ち出すことができたが、数々の茶室はすべて焼失してしまった。ほとんどは9代不見斎石翁によって翌年までに再建されている。

### 幕末・明治以後
11代玄々斎精中は10代認得斎柏叟の女婿として10歳のときに奥殿藩大給松平家から養子に入った人である。それまでの歴代が禅的消極的であったのに対し、茶道以外にも華道、香道、謡曲などに通じていて、茶箱点や立礼式の創始、和巾点の復興など、明朗で積極的な人であった。立礼式は明治5年（1872年）の博覧会に際して外国人を迎えるための創案であり、また同じ年に『茶道の源意』を著して茶道は遊芸とする風潮を批判するなど、幕末から明治の変動の時代に合わせた茶道の近代化の先駆として評価されている。
明治4年、京角倉家から養子に入ったのが、12代又玅斎直叟である。明治の混乱期の中、新しい裏千家の基礎固めに努め、34歳で家督を長男駒吉（後の13代円能斎鉄中）に譲ったのちも側面から流儀の伸長をはかった。円能斎は明治29年まで6年にわたって東京に居を移して協力者を求め、京都に戻ってからも教本の出版や機関誌 「今日庵月報」などの発行を通して一般への茶道普及に尽力した。また女学校教育の中に茶道を取り入れ、かつ教授方針の一致をはかる講習会を催すなど裏千家茶道の組織化にも力を注いだ。その他、三友式の創始や、流し点や大円点の復興などの功績がある。
戦後になって14代淡々斎碩叟が茶道の学校教育への導入を働きかけた結果、学校のクラブ活動で教えられる茶道の大半は裏千家となっている。淡々斎はまた各地の寺院・神社にて献茶・供茶を行ったり、海外への普及に取り組んだりと、茶道振興に功が大きい。全国統一の同門組織として「社団法人茶道裏千家淡交会」を結成し、また家元を財団法人化するなど、裏千家茶道の組織化も引き続き行われ、流派別の茶道人口としては最大規模を誇るようになった。こうした普及・組織化の活動は15代鵬雲斎汎叟にも引き継がれ、特に海外普及に力を注がれた。鵬雲斎はまた社団法人日本青年会議所会頭を務めた。

## 歴代家元
千利休の没後、傍系の少庵（後妻の連子）の後を継いだ宗旦が京都に屋敷を構え、三男 宗左が紀州徳川家に茶頭として仕えたのち千家の家督を継いで本家となり表千家となった。その後、次男 宗守は武者小路千家を、四男 宗室は裏千家を興こしたのが三千家の始まりであるが、各家ともに家元は利休を初代として数える。裏千家の家元は四代である仙叟の諱「宗室」を受け継いでいる。
| 代   | 道号法諱 | 斎号   | 生没年                 | 備考                                                                    |
| ---- | -------- | ------ | ---------------------- | ----------------------------------------------------------------------- |
| 初   | 利休宗易 | 抛筌斎 | 1522年- 1591年2月28日  | 利休忌3月28日                                                           |
| 二   | 少庵宗淳 |        | 1546年- 1614年9月7日   | 利休の後妻宗恩の連れ子で女婿                                            |
| 三   | 元伯宗旦 | 咄々斎 | 1578年- 1658年12月19日 | 元叔・寒雲                                                              |
| 四   | 仙叟宗室 | 臘月庵 | 1622年- 1697年1月23日  | 宗旦の末子 襲名前は玄室 以後代々家督継承者は宗室を名乗る                |
| 五   | 常叟宗室 | 不休斎 | 1673年- 1704年5月14日  | 加賀藩・松山藩茶道指南初代 指南は幕末まで継続                           |
| 六   | 泰叟宗室 | 六閑斎 | 1694年- 1726年8月28日  | 宗安と称した                                                            |
| 七   | 竺叟宗室 | 最々斎 | 1709年- 1733年3月2日   | 表千家七代如心斎の弟 宗乾と称した                                       |
| 八   | 一燈宗室 | 又玄斎 | 1719年- 1771年2月2日   | 表千家七代如心斎および竺叟宗室の弟                                      |
| 九   | 石翁宗室 | 不見斎 | 1746年- 1801年9月26日  | 寒雲、玄室とも称した                                                    |
| 十   | 柏叟宗室 | 認得斎 | 1770年- 1826年8月24日  | 夫人は松室宗江、秀でた茶人                                              |
| 十一 | 精中宗室 | 玄々斎 | 1810年- 1877年7月11日  | 三河国奥殿藩4代藩主（大給）松平乗友の子                                 |
| 十二 | 直叟宗室 | 又玅斎 | 1852年- 1917年12月8日  | 京角倉家・角倉玄祐の子 隠居後、玄室を称する                             |
| 十三 | 鉄中宗室 | 圓能斎 | 1872年- 1924年8月5日   | 対流軒・近代化に尽力                                                    |
| 十四 | 碩叟宗室 | 無限斎 | 1893年- 1964年9月7日   | 襲名以前は玄句斎永世、玄句斎宗叔と称した 一般に淡々斎として知られている |
| 十五 | 汎叟宗室 | 鵬雲斎 | 1923年- 2025年8月14日  | 襲名以前は宗興と称した 2002年に家元を譲り大宗匠「千玄室」と称する       |
| 十六 | 玄黙宗室 | 坐忘斎 | 1956年-                | 襲名以前は宗之と称した 当代                                             |
|      | 宗史     | 丹心斎 | 1990年-                | 2020年に「若宗匠」の格式継承 後嗣                                       |

## 茶道総合資料館
一般財団法人今日庵茶道総合資料館は、京都市上京区の裏千家裏千家センター内にある。館長は裏千家前家元の鵬雲斎千玄室。
- 今日庵文庫（こんにちあんぶんこ） - 昭和44年（1969年）、設置。歴代家元が収集してきた蔵書をもとに、資料の収集及び保存、調査研究を目的とした茶の湯の専門図書館。紀要『茶道文化研究』や図録・図書を刊行している。
- 茶道資料館（ちゃどうしりょうかん） - 年に3・4回展覧会の開催。入館者には呈茶があり、立礼（りゅうれい）式のお茶席で抹茶と和菓子が楽しめる。
  - 茶道資料館友の会 - 開館20周年を迎えた平成11年（1999年）発足。
  - 茶道資料館メンバーシップ - 加入法人内の学校等の学生、生徒、教職員が無料で入館できる制度。
    - 学校法人 - 京都造形芸術大学、 立命館、光華女子学園、京都学園、同志社、平安女学院、京都文教学園、花園学園、京都精華大学、京都外国語大学、京都産業大学
    - 国立大学法人 - 京都大学、京都工芸繊維大学、京都教育大学
    - 京都府公立大学法人 - 京都府立医科大学、京都府立大学

- 茶道文化検定 - 茶道を通じて日本文化を幅広く学ぶことを目的とする検定で、茶道文化の知識を体系的に学ぶためのもの。平成30年（2018年）が第11回で、4級から1級があり、年齢・性別・茶道経験・流儀等の制限はない。点前（手前）の手順などについての出題は無く、筆記試験のみ（2級まではマークシートによる択一式）。後援は文化庁、都道府県の一部、府県教育委員会の一部、全国高等学校長協会、日本私立中学高等学校連合会。